# Васмьонстер
Васмьонстер (на нидерландски: Waasmunster) е селище в Северна Белгия, окръг Дендермонде на провинция Източна Фландрия. Населението му е около 10499 души (2011).